# Liste der Einträge im National Register of Historic Places im Cumberland County (Illinois)

Lage des Cumberland County in Illinois

Die Liste der Einträge im National Register of Historic Places im Cumberland County in Illinois führt alle Bauwerke und historischen Stätten im Cumberland County auf, die in das National Register of Historic Places aufgenommen wurden.

## Legende
| NRHP | Historic Place    |
| HD   | Historic District |

## Aktuelle Einträge
| [ 2 ] | Name                                 | Bild                                 | Eintragsdatum        | Lage | Ort     | Beschreibung |
| ----- | ------------------------------------ | ------------------------------------ | -------------------- | --- | ------- | ------------ |
| 1     | Cumberland County Courthouse         | Cumberland County Courthouse         | 1981 ID-Nr. 81000220 | Court House Square 39° 16′ 21″ N, 88° 14′ 41″ W | Toledo  |              |
| 2     | Greenup Commercial Historic District | Greenup Commercial Historic District | 1991 ID-Nr. 91000083 | 122 East-123 West Cumberland Street, 102 North-203 South Kentucky Street, 101 North Mill Street sowie 101 East-100 West Illinois Street 39° 14′ 47″ N, 88° 9′ 51″ W | Greenup |              |
| 3     | Thornton Ward Estate                 | Thornton Ward Estate                 | 2001 ID-Nr. 01001308 | 1387 US 40 39° 13′ 40″ N, 88° 12′ 51″ W | Toledo  |              |